# .md
.md為摩爾多瓦和德涅斯特河沿岸的國家及地區頂級域（ccTLD）的域名。

## 二级域名
官方条例列出了一些供州和地方政府官方使用的二级域名，以及通用二级域名列表：
- .com.md – 商业实体
- .srl.md – 私人有限公司
- .sa.md – 上市公司
- .net.md – 提供互联网服务的公司
- .org.md – 其他组织（含非政府组织、非营利组织）
- .acad.md – 学术和教育机构

此外，三级域名.com.md、.org.md、.info.md和.pro.md可以通过Moldata注册，费用为12美元。

## 历史
.md域名由南加州大学資訊科學研究院（互联网号码分配局的前身）批准设置。1994年1月1日，摩尔多瓦的首台互联网服务器mdearn.md正式开始运转。1995年，.md域名被移交给1993年9月成立的摩尔多瓦共和国信息学中心（RCI）。
1998年，RCI与美国企业“域名信托”（Domain Name Trust）达成协议，授权该公司运营及监管该TLD，域名信托则将其运营.md域名的权利卖给一家美国的有限公司DotMD，但后者于2002年破产。破产程序期间，2003年2月，.md的管理权限被命令归还予摩爾多瓦政府。
RCI于2001年7月12日更名为MoldData，并于9月19日正式变更及承继原RCI。2019年8月30日，根据摩爾多瓦政府的命令，MoldData与该国的信息技术及网络安全局（STISC）合并，由后者接管.md域名管理权。

## 外部連結
- IANA .md whois information（页面存档备份，存于）
- .md domain registration（页面存档备份，存于）
- Request for the Redelegation of .md Top-Level Domain（页面存档备份，存于）